# Samuel Rakotondrabe
Pour l’article homonyme, voir Hanitriniaina Rakotondrabé.
Samuel Rakotondrabe, né en 1901 à Soavina (Imerina) et mort fusillé le 19 juillet 1948, est un militant nationaliste et homme d'affaires malgache.

## Biographie
Fils de pasteur, Samuel Rakotondrabe entre dans le commerce, la transformation du tabac (tabac à chiquer), les transports, l'immobilier et la collecte des produits ruraux : de 1940 à 1947, il est propriétaire de l'usine Bateravola située à Antanimena, et qui devient le premier groupe entrepreneurial malgache, et entre alors en concurrence avec de nombreuses compagnies coloniales. 
Samuel Rakotondrabe adhère en février 1946 au MDRM (Mouvement démocratique de la rénovation malgache). Il milite et contribue financièrement au J.I.N.A., le mouvement clandestin des jeunesses nationalistes œuvrant à l'indépendance de Madagascar. À la suite de l'insurrection qui embrase Madagascar en mars 1947 et dont il était le commandant, il est arrêté le 16 mai suivant, jugé à Fianarantsoa par un tribunal militaire français et condamné à mort : il est fusillé le 19 juillet 1948. Le gouvernement colonial français confisqua tous ses biens,.
Le 16 décembre 1950, André Wurmser dénonce dans la presse française cette exécution qu'il considère commue unique dans les annales de la justice : elle était intervenue trois jours avant l'ouverture du procès des parlementaires malgaches.

## Hommages
En juillet 2007, une rue d'Antanimena a été nommée en son honneur.